# 雷姆圣母村
雷姆圣母村（法語：Rhêmes-Notre-Dame，法語發音：[ʁɛm nɔtʁə dam]）是意大利瓦莱达奥斯塔大区的一个市镇。总面积86平方公里，人口113人，人口密度1.3人/平方公里（2009年）。ISTAT代码为007055。